# Вевак
Вевак (англ. Wewak) — місто в Папуа Новій Гвінеї, столиця провінції Східний Сепік. Населення — 25 143 особи (станом на 2002 рік).

## Історія
З 1943 до 1945 року, під час Другої світової війни, у Веваку розташовувалися найбільша японська авіабаза в Новій Гвінеї. Базу бомбардували американські та австралійські військово-повітряні сили. Побудований японцями аеропорт використовується і нині.

## Демографія
Населення міста у різні роки:
| 1980   | 1990   | 2000   | 2010   |
| ------ | ------ | ------ | ------ |
| 19 554 | 23 224 | 19 724 | 21 792 |

## Клімат
Місто розташоване в зоні, яку характеризує тропічний клімат вологих лісів. Найтепліший місяць — січень із середньою температурою 27.2 °C (81 °F). Найхолодніший місяць — лютий, із середньою температурою 26.7 °С (80 °F).
| Клімат                  | Клімат | Клімат | Клімат | Клімат | Клімат | Клімат | Клімат | Клімат | Клімат | Клімат | Клімат | Клімат | Клімат |
| Показник                | Січ.   | Лют.   | Бер.   | Квіт.  | Трав.  | Черв.  | Лип.   | Серп.  | Вер.   | Жовт.  | Лист.  | Груд.  | Рік    |
| Абсолютний максимум, °C | 34     | 33     | 33     | 33     | 35     | 35     | 36     | 33     | 33     | 33     | 33     | 33     | 36     |
| Середній максимум, °C   | 30     | 30     | 30     | 31     | 31     | 31     | 31     | 31     | 31     | 31     | 31     | 31     | 31     |
| Середня температура, °C | 26     | 26     | 26     | 27     | 27     | 27     | 27     | 27     | 27     | 27     | 27     | 27     | 27     |
| Середній мінімум, °C    | 23     | 23     | 23     | 23     | 23     | 23     | 23     | 23     | 23     | 23     | 23     | 23     | 23     |
| Абсолютний мінімум, °C  | 21     | 21     | 21     | 21     | 21     | 20     | 16     | 21     | 20     | 20     | 21     | 20     | 16     |
| Норма опадів, мм        | 300    | 300    | 370    | 420    | 380    | 270    | 190    | 120    | 130    | 250    | 330    | 360    | 3480   |
| Днів з дощем            | 16     | 16     | 17     | 19     | 18     | 15     | 14     | 11     | 12     | 16     | 17     | 17     | 193    |
| Вологість повітря, %    | 82     | 82     | 81     | 82     | 81     | 80     | 80     | 79     | 79     | 78     | 79     | 81     | 80     |
| ----------------------- | ------ | ------ | ------ | ------ | ------ | ------ | ------ | ------ | ------ | ------ | ------ | ------ | ------ |
| Джерело: Weatherbase    |        |        |        |        |        |        |        |        |        |        |        |        |        |